# 女子王座決定戦競走
女子王座決定戦競走（じょしおうざけっていせんきょうそう）は、女性ボートレーサーを対象としたボートレースのGI競走の1つ。

## 概要
創設時から2009年度までは日本航空が協賛しており、名称も「JAL女子王座決定戦」とされていた。
2014年の開催分より、当競走の通称名称を「レディース チャンピオン（LADIES CHAMPIONSHIP）」とするとともに、プレミアムGIという格付けとなった。
女子レーサー限定の競走としてはクイーンズクライマックスと同様に最高峰に位置づけられ、当該年度における女子レーサーの頂点を決定する。優勝者にはボートレースクラシック・ボートレースバトルチャンピオントーナメントへの優先出場権が与えられる。

### 出場資格
女子レーサーが対象となる。
選考期間は開催前年の6月1日から開催年の5月31日まで。
- 優先出場
  - 前年度優勝者
  - オールレディース競走の優勝者
  - レディースオールスター競走の優勝者。
- 選考期間内における勝率が上位の選手
勝率が並んだ場合は着順点上位者から順に選出
※級別、年数等を問わず出場できる。
- 選出除外
  - 選考期間内の出走回数100回未満の選手。※優先出場選手は免除
  - 選考期間内の事故率0.40以上の選手。
  - スタート事故による選出除外となる罰則期間（プレミアムG1/G1/G2又は女子戦）が当該競走の前検日を含む開催期間と重複する場合[2]（優勝戦はG1・G2は1年除外となるため次回の同大会は確実に出場不能になる）。
  - 負傷・病気・出産等により出場を辞退した選手。
  - 褒賞懲戒規程による出場停止処分を受けた選手[3]。※これは出場が決まっていても取消の対象。

※選出除外は、当競走とレディースオールスターは同じ基準で対象期間が異なる。

### スタート事故の罰則
フライングや出遅れをした選手には、厳しい罰則が課せられている。

## 歴史
- 1987年 - 浜名湖競艇場にて一般戦として創設。12月3日から8日まで6日間開催。
- 1988年
  - 4月1日 - グレード制が導入され、GIIに格付け。
- 1991年 - ピットでの並び順を現行ルール（1枠有利）に統一（従来はは各ボートレース場が選択していた）。
- 2000年 - 格付けをGIに変更。
- 2009年
  - 創設時から協賛していたJAL（日本航空）が経営再建の為、本年度限りで冠スポンサーから撤退。
  - 出場資格が改定され、事故率0.40未満の要件を追加[4]。
- 2012年
  - 優先出場選手の選出除外規定を追加（選考期間内の事故率が0.40以上）。
  - 開催時期を8月に変更。
- 2014年 - 格付けをプレミアムGIに変更。
- 2019年 - この年以降はボートレースバトルチャンピオントーナメントへの優先出走権を兼ねての大会に生まれ変わる。
- 2020年 - 新型コロナウイルス（COVID-19）感染拡大防止の為、開催地・多摩川競艇場が立地する東京都在住のテレボート会員を対象とした事前抽選による入場制限を実施[5]。

## 歴代優勝者
出典はボートレースオフィシャルウェブサイトにあるレディースチャンピオンの各回ページより。
| 回数 | 開催年             | 優勝戦日 | 開催場 | 優勝者     | 優勝者   | 優勝者 | 優勝者        | 優勝者 | 優勝者 | 優勝者     |
| 回数 | 開催年             | 優勝戦日 | 開催場 | 選手名     | 登録番号 | 年齢   | 住所 所属支部 | 枠番   | コース | 決まり手   |
| ---- | ------------------ | -------- | ------ | ---------- | -------- | ------ | ------------- | ------ | ------ | ---------- |
| 1    | 1987年（昭和62年） | 12月8日  | 浜名湖 | 鈴木弓子   | -        | -      | -             | -      | -      | -          |
| 2    | 1989年（平成元年） | 3月7日   | 多摩川 | 日高逸子   | -        | -      | -             | -      | -      | -          |
| 3    | 1990年（平成2年）  | 3月6日   | 多摩川 | 鵜飼菜穂子 | -        | -      | -             | -      | -      | -          |
| 4    | 1991年（平成3年）  | 3月7日   | 蒲郡   | 鵜飼菜穂子 | -        | -      | -             | -      | -      | -          |
| 5    | 1992年（平成4年）  | 3月5日   | 戸田   | 鵜飼菜穂子 | -        | -      | -             | -      | -      | -          |
| 6    | 1993年（平成5年）  | 3月8日   | 多摩川 | 佐藤正子   | -        | -      | -             | -      | -      | -          |
| 7    | 1994年（平成6年）  | 3月8日   | 浜名湖 | 谷川里江   | -        | -      | -             | -      | -      | -          |
| 8    | 1995年（平成7年）  | 3月10日  | 多摩川 | 谷川里江   | -        | -      | -             | -      | -      | -          |
| 9    | 1996年（平成8年）  | 3月13日  | 戸田   | 山川美由紀 | -        | -      | -             | -      | -      | -          |
| 10   | 1997年（平成9年）  | 3月5日   | 蒲郡   | 渡邊博子   | 3114     | 36     | 愛知          | 1      | 1      | 逃げ       |
| 11   | 1998年（平成10年） | 3月8日   | 三国   | 西村めぐみ | 3704     | 24     | 神奈川        | 1      | 4      | まくり     |
| 12   | 1999年（平成11年） | 3月5日   | 尼崎   | 横西奏恵   | 3774     | 24     | 徳島          | 2      | 6      | まくり     |
| 13   | 2000年（平成12年） | 3月5日   | 丸亀   | 柳澤千春   | 3254     | 33     | 埼玉          | 1      | 1      | 逃げ       |
| 14   | 2001年（平成13年） | 3月4日   | 多摩川 | 山川美由紀 | 3232     | 34     | 香川          | 4      | 4      | まくり     |
| 15   | 2002年（平成14年） | 3月3日   | 徳山   | 岩崎芳美   | 3611     | 29     | 徳島          | 2      | 1      | 逃げ       |
| 16   | 2003年（平成15年） | 3月9日   | 芦屋   | 西村めぐみ | 3704     | 29     | 三重          | 2      | 2      | まくり     |
| 17   | 2004年（平成16年） | 3月7日   | 多摩川 | 海野ゆかり | 3618     | 30     | 広島          | 1      | 1      | 逃げ       |
| 18   | 2005年（平成17年） | 3月6日   | 大村   | 日高逸子   | 3188     | 43     | 福岡          | 4      | 4      | まくり     |
| 19   | 2006年（平成18年） | 3月5日   | 浜名湖 | 横西奏恵   | 3774     | 31     | 徳島          | 1      | 1      | 逃げ       |
| 20   | 2007年（平成19年） | 3月4日   | 徳山   | 寺田千恵   | 3435     | 37     | 岡山          | 4      | 4      | 抜き       |
| 21   | 2008年（平成20年） | 3月9日   | 津     | 横西奏恵   | 3774     | 33     | 徳島          | 1      | 1      | 逃げ       |
| 22   | 2009年（平成21年） | 3月8日   | 尼崎   | 新田芳美   | 3470     | 39     | 徳島          | 3      | 4      | まくり差し |
| 23   | 2010年（平成22年） | 3月7日   | 下関   | 寺田千恵   | 3435     | 40     | 岡山          | 1      | 1      | 逃げ       |
| 24   | 2011年（平成23年） | 3月6日   | 三国   | 田口節子   | 4050     | 30     | 岡山          | 3      | 3      | まくり差し |
| 25   | 2012年（平成24年） | 3月4日   | 多摩川 | 田口節子   | 4050     | 31     | 岡山          | 1      | 1      | 逃げ       |
| 26   | 2012年（平成24年） | 8月5日   | 若松   | 山川美由紀 | 3232     | 45     | 香川          | 4      | 4      | まくり     |
| 27   | 2013年（平成25年） | 8月11日  | 鳴門   | 金田幸子   | 4065     | 33     | 岡山          | 4      | 4      | まくり     |
| 28   | 2014年（平成26年） | 8月11日  | 三国   | 水口由紀   | 3580     | 41     | 滋賀          | 1      | 1      | 逃げ       |
| 29   | 2015年（平成27年） | 8月9日   | 丸亀   | 滝川真由子 | 4499     | 27     | 長崎          | 3      | 5      | 抜き       |
| 30   | 2016年（平成28年） | 8月7日   | 津     | 海野ゆかり | 3618     | 42     | 広島          | 1      | 1      | 逃げ       |
| 31   | 2017年（平成29年） | 8月6日   | 芦屋   | 小野生奈   | 4530     | 28     | 福岡          | 1      | 1      | 逃げ       |
| 32   | 2018年（平成30年） | 8月5日   | 桐生   | 山川美由紀 | 3232     | 51     | 香川          | 1      | 1      | 逃げ       |
| 33   | 2019年（令和元年） | 8月12日  | 蒲郡   | 大山千広   | 4885     | 23     | 福岡          | 1      | 1      | 逃げ       |
| 34   | 2020年（令和2年）  | 8月10日  | 多摩川 | 平山智加   | 4387     | 35     | 香川          | 2      | 2      | まくり     |
| 35   | 2021年（令和3年）  | 8月10日  | 浜名湖 | 遠藤エミ   | 4502     | 33     | 滋賀          | 1      | 1      | 逃げ       |
| 36   | 2022年（令和4年）  | 8月7日   | 丸亀   | 香川素子   | 3900     | 45     | 滋賀          | 3      | 4      | 恵まれ     |
| 37   | 2023年（令和5年）  | 8月6日   | 津     | 遠藤エミ   | 4502     | 35     | 滋賀          | 2      | 2      | まくり     |
| 38   | 2024年（令和6年）  | 8月12日  | 福岡   | 遠藤エミ   | 4502     | 36     | 滋賀          | 1      | 1      | 逃げ       |
| 39   | 2025年（令和7年）  | 8月11日  | 浜名湖 | 鎌倉涼     | 4456     | 36     | 大阪          | 1      | 1      | 逃げ       |

## 開催予定
- 第39回大会 2025年（令和7年）8月6日 - 11日  ボートレース浜名湖[6]
- 第40回大会 2026年（令和8年）8月6日 - 11日  ボートレース徳山[7]

## 脚註
1. ↑  “SG競走等に使用する通称名称の使用及びSGコミュニケーションロゴのリニューアルについて”. BOAT RACE official web (2013年10月22日). 2013年10月26日時点のオリジナルよりアーカイブ。2013年10月27日閲覧。
2. ↑  正式には、女子戦は「GIII競走開催要項第9条第1項に基づく出場資格の喪失期間との重複により選出除外」で、GIは「GI競走開催要綱第10条第1項に基づく出場資格の喪失期間と重複するため」である。
3. ↑  正式には「選手、審判員及び検査員褒賞懲戒規程に基づき出場停止処分を受けたため」である
4. ↑  2009年出場資格改定（BOAT RACE オフィシャルWeb 2009年4月7日）
5. ↑  プレミアムG1第34回レディースチャンピオンにおける大幅な入場制限について - BOATRACE 2020年8月10日
6. ↑  “令和7年度SG競走及びプレミアムG1競走等の開催地決定”.   BOATRACE OFFICIAL. 2024年7月11日閲覧。
7. ↑  “令和8年度SG競走及びプレミアムG1競走等の開催地決定”.   BOATRACE OFFICIAL. 2025年7月10日閲覧。